# Řadovy
Řadovy jsou malá vesnice, část obce Svatý Jan v okrese Příbram ve Středočeském kraji. Nachází se asi 2,5 kilometru západně od Svatého Jana. Prochází zde silnice II/102. Je zde evidováno 17 adres. V roce 2011 zde trvale žilo 38 obyvatel.
Řadovy leží v katastrálním území Drážkov o výměře 5,68 km².

## Historie
První písemná zmínka o vesnici pochází z roku 1849.

## Obyvatelstvo
| Rok            | 1869 | 1880 | 1890 | 1900 | 1910 | 1921 | 1930 | 1950 | 1961 | 1970 | 1980 | 1991 | 2001 | 2011 | 2021 |
| -------------- | ---- | ---- | ---- | ---- | ---- | ---- | ---- | ---- | ---- | ---- | ---- | ---- | ---- | ---- | ---- |
| Počet obyvatel | 0    | 0    | 0    | 115  | 103  | 0    | 94   | 0    | 0    | 73   | 52   | 33   | 29   | 38   | 36   |
| Počet domů     | 0    | 0    | 0    | 16   | 16   | 16   | 18   | 0    | 0    | 17   | 13   | 14   | 17   | 19   | 20   |

## Galerie

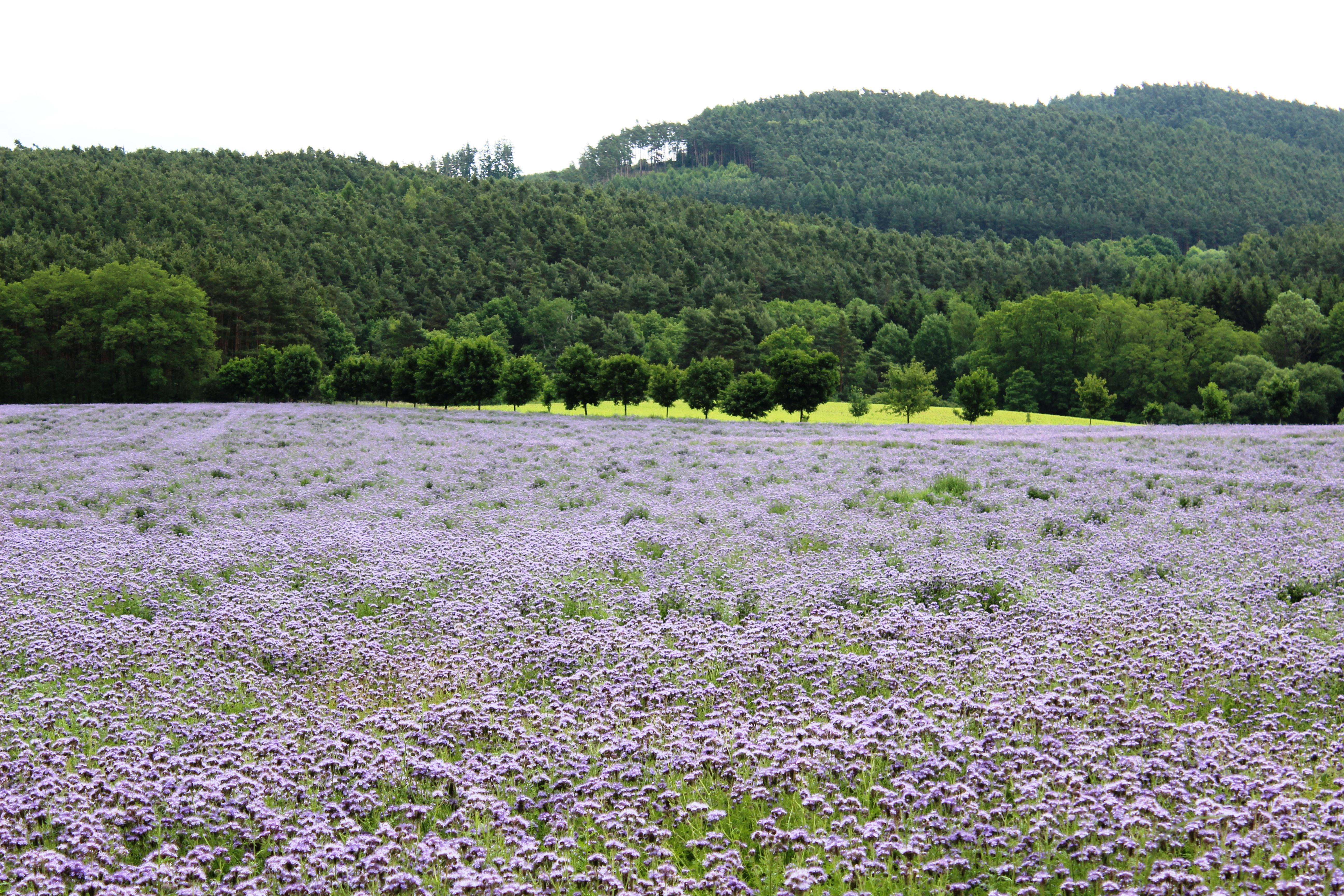
Pole (2015)
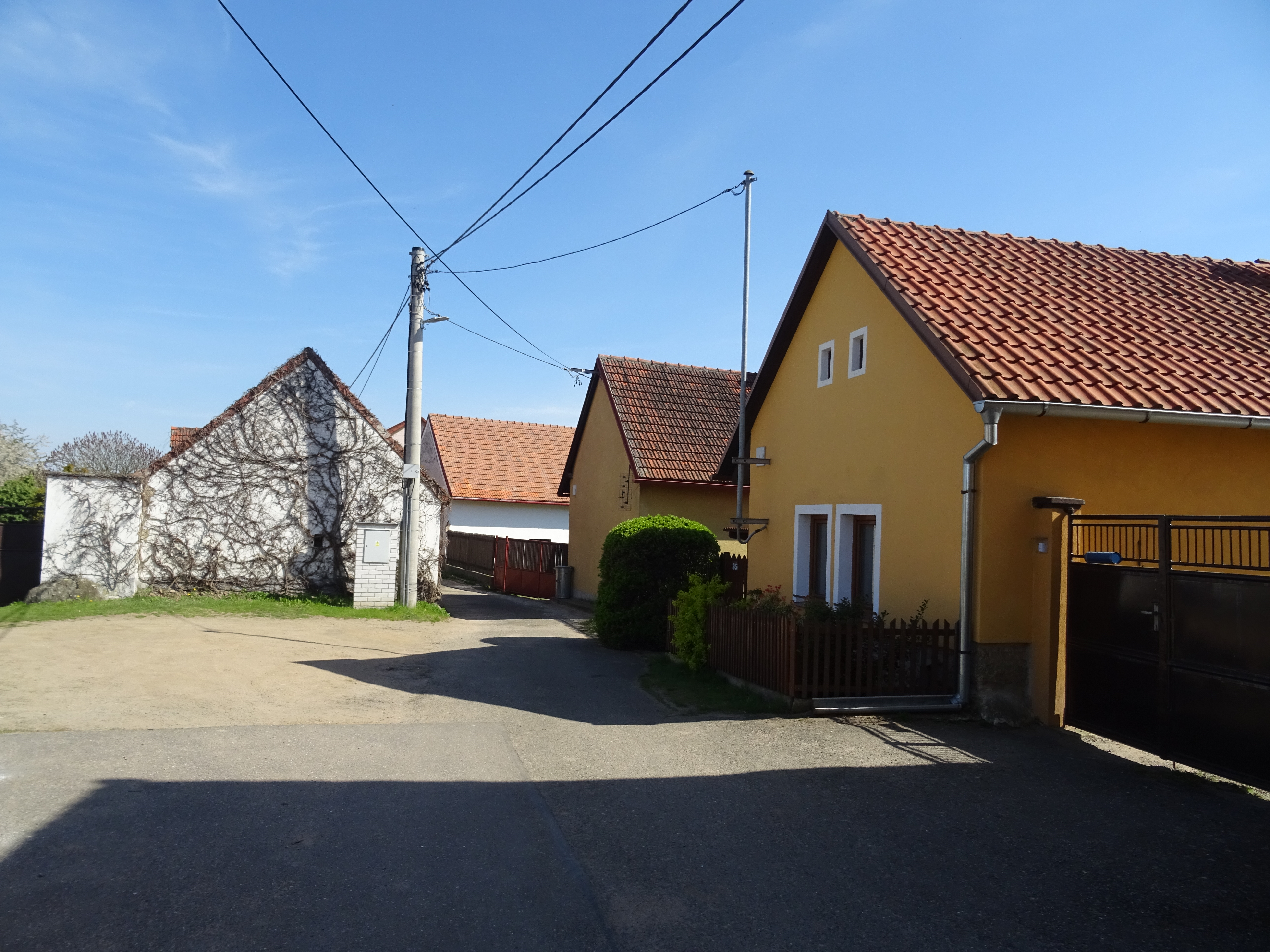
Domy
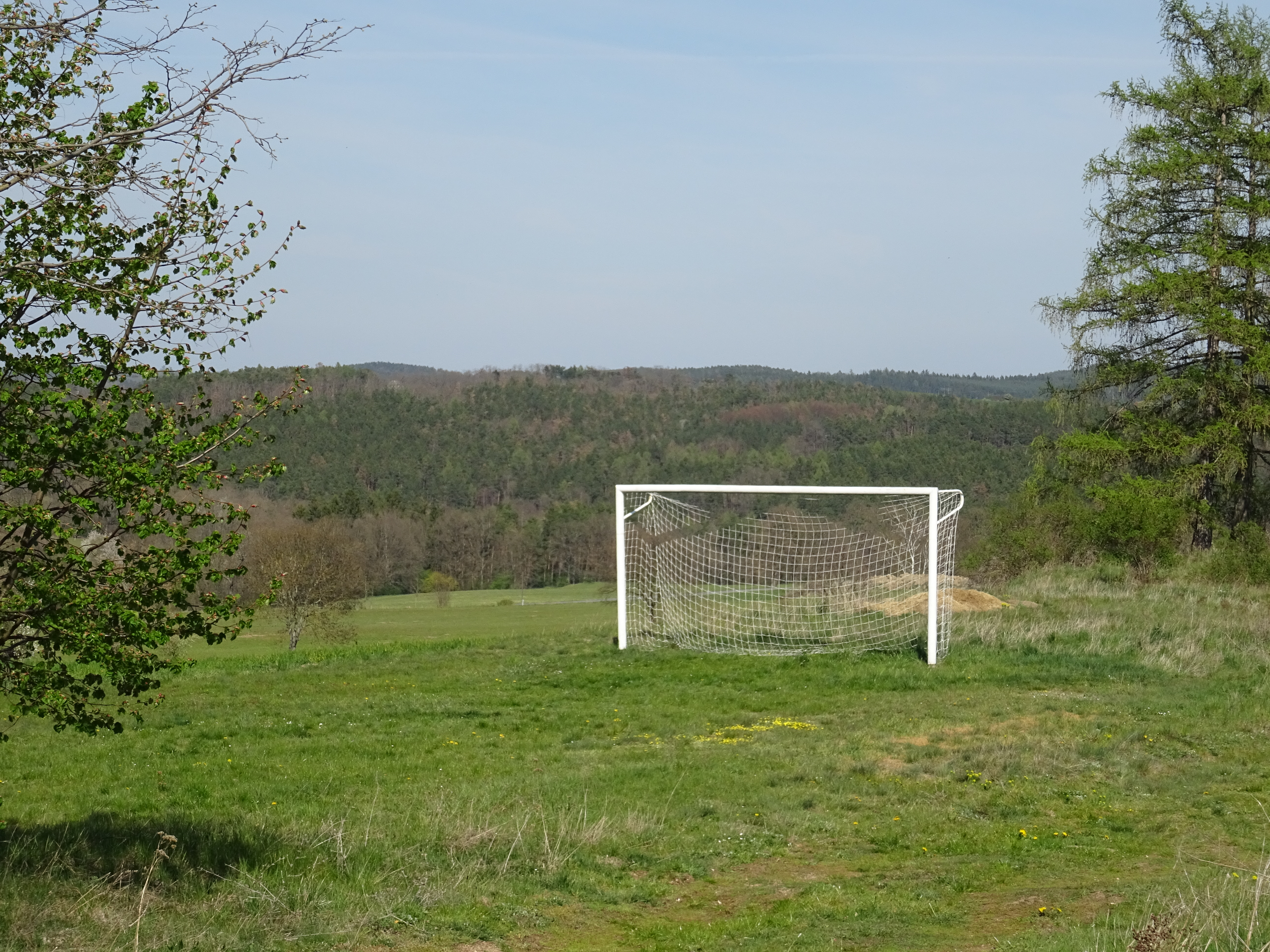
Fotbalové hřiště